# Lucerna
|  | No s'ha de confondre amb Lucerne o Luserna. |

|  | Per a la llàntia romana d'aquest nom, vegeu Llàntia romana. |

Lucerna (en alemany: Luzern) és una ciutat de la Suïssa central, amb una població de 60.274 habitants (2003) i és la capital del cantó de Lucerna. La ciutat s'aixeca a la vora del Llac de Lucerna (Vierwaldstättersee) amb un famós pont de fusta i amb la vista del Pilatus i el Rigi.

## Història
La ciutat va sorgir d'un petit poble situat a la vora del Llac de Lucerna, el poble va ser fundat després de la creació d'un monestir l'any 700. El nom llatí "Luciaria" apareix per primera vegada en els registres històrics l'any 840.

## Fills il·lustres
- Franz X J P Schnyder von Wartensee (1786-1868) pedagog musical.